# Juwelo
Juwelo (Juwelo TV jusqu’au 31 octobre 2013) est une chaine de télé-achat allemande basée à Berlin et spécialisée dans la vente de bijoux sertis de pierres précieuses et fines de couleur. Cette émission est diffusée sur le câble dans 15 régions d’Allemagne mais aussi les régions frontalières comme l’Alsace et la Lorraine, tous les jours de 08h00 à 02h00, soit 18 heures par jour. En France, Juwelo utilise un système de ventes flash interactives et un streaming de l’émission allemande pour toutes les personnes n’ayant pas accès aux chaines câblées d’Allemagne. Pour suivre les ventes flash interactives l’équipe de développeurs de Juwelo a créé une application mobile et un streaming live sur le site internet.

## Histoire
Juwelo a commencé son activité en 2005 sous le nom de bietbox. Diffusée alors sur la chaine K1010 de la compagnie K1010 Entertainment GmbH (de).

## Internet
Aujourd’hui Juwelo France s'occupe de la distribution des pierres précieuses et fines de couleurs du groupe elumeo SE. À la suite d'une diversification de son activité, Juwelo propose un site pure player appelé bijouterie en ligne qui propose des pierres précieuses et fines du monde entier.